# Cud ze źródłem
Cud ze źródłem (wł. Il miracolo della sorgente) – czternasty z dwudziestu ośmiu fresków z cyklu Sceny z życia św. Franciszka znajdujących się w górnym kościele bazyliki św. Franciszka w Asyżu, którego autorstwo przypisywane jest Giotto di Bondone lub jednemu z jego współpracowników. Namalowany ok. 1295–1299.

## Tematyka
Opis wydarzenia znajduje się w rozdziale VII Życiorysu większego św. Franciszka i w innych wczesnych źródłach franciszkańskich. Franciszek z Asyżu, ze względu na zły stan zdrowia, podróżował na grzbiecie oślicy, pożyczonej od pewnego wieśniaka. Gdy ten oznajmił, że odczuwa wielkie pragnienie, Biedaczyna wyprowadził dla niego wodę ze skały, jak biblijny Mojżesz w czasach Exodusu.

## Opis
Sposób przedstawienia sceny jest bardzo bizantyjski. Sposób namalowania skał i drzew zbliżony jest do stylu znanego z ikon. Dwóch braci z osłem w brązowych habitach franciszkańskich. Na lewo od nich, w samym środku fresku, Franciszek z aureolą i uniesionymi ku niebu rękami. W prawym dolnym rogu wieśniak pijący wodę z wytryskującego źródła. Giorgio Vasari zwrócił uwagę na postawę, którą przyjął, by się napić. Ten człowiek ma rzeczywiście wielkie pragnienie. Z napiętymi mięśniami odsłoniętej łydki. Bardzo rzadkie, jeśli nie jedyne przedstawienie tej postawy w sztuce. Fresk odrestaurowano w 1798. Problem z utrzymaniem się kolorów farb istniał już od samego momentu jego powstania. Powodem mogło być złe obliczenie czasu schnięcia podkładu.